# Infermeria minera
La Infermeria minera és una obra del municipi d'Ogassa (Ripollès) inclosa en l'Inventari del Patrimoni Arquitectònic de Catalunya.

## Descripció
Es tracta d'un edifici rectangular amb murs de paredat lliure i cantonades de carreus de pedra treballada. La façana principal té tres portes amb llindes amb forma d'arc rebaixat format per una doble filada de totxos en sardinell. Al damunt de la porta central i sota el carener, s'obre un petit ull de bou.
A la façana lateral s'obren finestres bífores en arcs de mig punt, fets amb obra vista de totxos, i un arc de descàrrega superior del mateix material. En el pis de sobre corresponent a les finestres inferiors, s'obren uns ulls de bou. La coberta és a dues aigües amb encavallades de fusta, deuria estar coberta amb teula plana com la resta d'edificis. Avui, la coberta és desapareguda, i això ha estat la causa que l'edifici estigui tant malmès.